# Ushkovite
La ushkovite è un minerale scoperto sul lago Bol'shoi Tatkul' da Sergei L'vovich Ushkov.